# Manto de gemas
Manto de Gemas és una pel·lícula que toca la problemàtica de la desaparició de dones i el narcotràfic a Mèxic, es va estrenar l'any 2022. La cinta va obtenir el Premi del Jurat Os de Plata en la Berlinale 2022 i del Premi Ull a Millor Direcció en el 20è Festival Internacional de Cinema de Morelia FICM. Fou nominada en dues categories als Premis Ariel en la seva 65 edició.
Aquesta pel·lícula és l'opera prima de la directora de cinema Natalia López Gallardo. És una coproducció Mèxic -Argentina. Va comptar amb el suport del Fons per a la Producció Cinematogràfica de Qualitat Foprocine i l'Estímul Fiscal a Projectes d'Inversió en la Producció i Distribució Cinematogràfica Eficine, REI Cine i de l'INCAA.

## Argument
És la història d'una dona que durant el seu procés de divorci, decideix donar suport a la cerca de la germana desapareguda de Mari, treballadora de la llar i amiga, per la qual cosa es trasllada a la zona rural de Mèxic.
La desaparició de la germana de Mari, entrecreua la vida de tres dones: Isabel (Nailea Norvind), la seva empleada domèstica María Antonia Olivares, i la comandant de la policia local Aída Roa que per diferents motius estan en la cerca de sobreviure elles mateixes.
El nom de la pel·lícula prové d'una idea budista que parla que la realitat és un mantell de gemmes i que cada gemma reflecteix la lluentor de les altres, això resumeix la visió col·lectiva que va imprimir la directora al seu film.
| «                          | ¨És una pel·lícula que intenta parlar d'alguna cosa que no és tan evident, crec que intenta parlar sobre una dimensió més psicològica, una ferida que compartim tots, que ja no hi ha diferències entre grups socials, sinó que és una cosa que ens uneix. No té codi i et pot fer sentir incòmode i com alguna cosa que no acabes d'entendre, té un nivell d'ambigüitat alt. Intenta ser una experiència i la matèria primera és que és real, Mèxic és un lloc ple de contradiccions, aquestes tres realitats estan pertot arreu¨. | » |
| — Natalia López, Directora | |   |

## Repartiment
Els actors que hi participen són:
- Nailea Norvind com a Isabel
- Juan Daniel García Treviño com a Adán
- Sherlyn Zavala com a Valeria
- Balam Toledo com a Benjamín
- Mario Torres com a Manuel
- Adriana Gallardo com a esposa de Manuel
- Israel Sánchez com a "El ratón"
- Francisco Berdiales com a cosina argentina
- Reina Carmona com a filla
- Diana Galicia com a Lupe
- Ventura Rendón com a Ventura
- Maura Guerrero com a Mare de Ventura
- Ollin Winteler com a Ollin
- Manuel Torres com a Moska
- Sayel Sotola com a Violeta
- Axel Sánchez com a Axel
- Edith Salazar com a Aurora
- Eugenia Salazar com a cap de Police
- Antonia Olivares

## Estrena

### Festivals
Es va estrenar internacionalment l'11 de febrer de 2022, al 72è Festival Internacional de Cinema de Berlín competint per l'Ós d'Or. Després es va estrenar el 14 d'abril de 2022, a la 41è Festival Internacional de Cinema d'Istanbul, el 22 d'abril del mateix any a New Directors/New Films Festival, el 24 de juliol del mateix any al Festival de Cinema de Jerusalem, el 13 d'agost del mateix any al Festival Internacional de Cinema de Melbourne, el 22 de setembre del mateix any al 70è Festival Internacional de Cinema de Sant Sebastià 2022 i l'11 d'octubre del mateix any al Festival de Cinema de Londres, Regne Unit

## Cinema
Es va estrenar comercialment el 7 de juliol de 2022, a les sales argentines i el 9 de març de 2023, a les sales mexicanes.

## Recepció

### Recepció crítica
Al lloc web de l'agregador de ressenyes Rotten Tomatoes, el 83% de les crítiques de 12 crítiques són positives, amb una valoració mitjana de 7,5/10.
Milagros Amondaray de La Nación la va anomenar una pel·lícula de denúncia, però amb tocs de realisme màgic i seqüències impenetrables que conviden a mirar encara que vulguis mirar cap a un altre costat. Peter Bradshaw de The Guardian destaca el maneig de la càmera en la fotografia cinematogràfica, fent que el públic sigui més vulnerable als moments de xoc o d'alt impacte. D'altra banda, Valerie Complex de Deadline Hollywood critica la fotografia de la pel·lícula, titllant-la d'irritant que posa a prova la paciència, i encara que reconeix el seu propòsit, però la repetició constant de aquest element impedeix una interacció interpersonal amb el públic, el mateix passa amb el tipus d'il·luminació utilitzada i el muntatge, tot i que també destaca l'existència de plans ben enquadrats i la qualitat interpretativa de tots els actors, aconseguint captar un passatge sense esperança.

### Reconeixements
| Any  | Premi                                             | Categoria                                         | Recipient                                                    | Resultat  | Ref.          |
| ---- | ------------------------------------------------- | ------------------------------------------------- | ------------------------------------------------------------ | --------- | ------------- |
| 2022 | Festival Internacional de Cinema de Berlín        | Ós d'or                                           | Natalia López                                                | Nominat   | [ 28 ]        |
| 2022 | Festival Internacional de Cinema de Berlín        | Ós de Plata – Premi del Jurat                     | Natalia López                                                | Guanyador | [ 29 ]        |
| 2022 | Festival de Cinema de Jerusalem                   | Millor Debut Internacional                        | Natalia López                                                | Nominat   | [ 30 ] [ 31 ] |
| 2022 | Festival de Cinema de Motovun                     | Millor pel·lícula                                 | Natalia López                                                | Nominat   | [ 32 ]        |
| 2022 | Festival Internacional de Cinema de Sant Sebastià | Premi Zabaltegi-Tabakalera                        | Natalia López                                                | Nominat   | [ 33 ]        |
| 2022 | Festival de Cinema de Londres                     | Primer Concurs de Llargmetratges                  | Natalia López                                                | Nominat   | [ 34 ]        |
| 2022 | Festival de Cinema de Nashville                   | Millor opera prima                                | Natalia López                                                | Nominat   | [ 35 ]        |
| 2022 | Festival de Cinema de Tacoma                      | Millor pel·lícula                                 | Natalia López                                                | Nominat   | [ 36 ]        |
| 2022 | Festival de Cinema de Sarajevo                    | Premi Especial al Foment de la Igualtat de Gènere | Natalia López                                                | Nominat   | [ 37 ]        |
| 2022 | Mostra Internacional de Cinema de São Paulo       | Millor pel·lícula                                 | Natalia López                                                | Nominat   | [ 38 ]        |
| 2022 | Festival Internacional de Cinema de Morelia       | Millor pel·lícula mexicana                        | Natalia López                                                | Nominat   | [ 39 ]        |
| 2022 | Festival Internacional de Cinema de Morelia       | Millor director                                   | Natalia López                                                | Guanyador | [ 39 ]        |
| 2022 | Festival Internacional de Cinema de Melbourne     | Premi Bright Horizons                             | Natalia López                                                | Nominat   | [ 40 ]        |
| 2023 | Diosas de Plata                                   | Millor opera prima                                | Natalia López                                                | Nominat   | [ 41 ]        |
| 2023 | Premis Ariel                                      | Millor opera prima                                | Manto de gemas                                               | Nominat   | [ 42 ] [ 43 ] |
| 2023 | Premis Ariel                                      | Millor so                                         | Thomas Becka, Carlos Cortés, Raúl Locatelli & Victor Tendler | Nominat   | [ 42 ] [ 43 ] |